# Portugiesische Beachhandball-Nationalmannschaft der Frauen
Die portugiesische Beachhandball-Nationalmannschaft der Frauen repräsentiert den portugiesischen Handball-Verband als Auswahlmannschaft auf internationaler Ebene bei Länderspielen im Beachhandball gegen Mannschaften anderer nationaler Verbände. Den Kader nominiert der Nationaltrainer.
Das männliche Pendant ist die Portugiesische Beachhandball-Nationalmannschaft der Männer.

## Geschichte

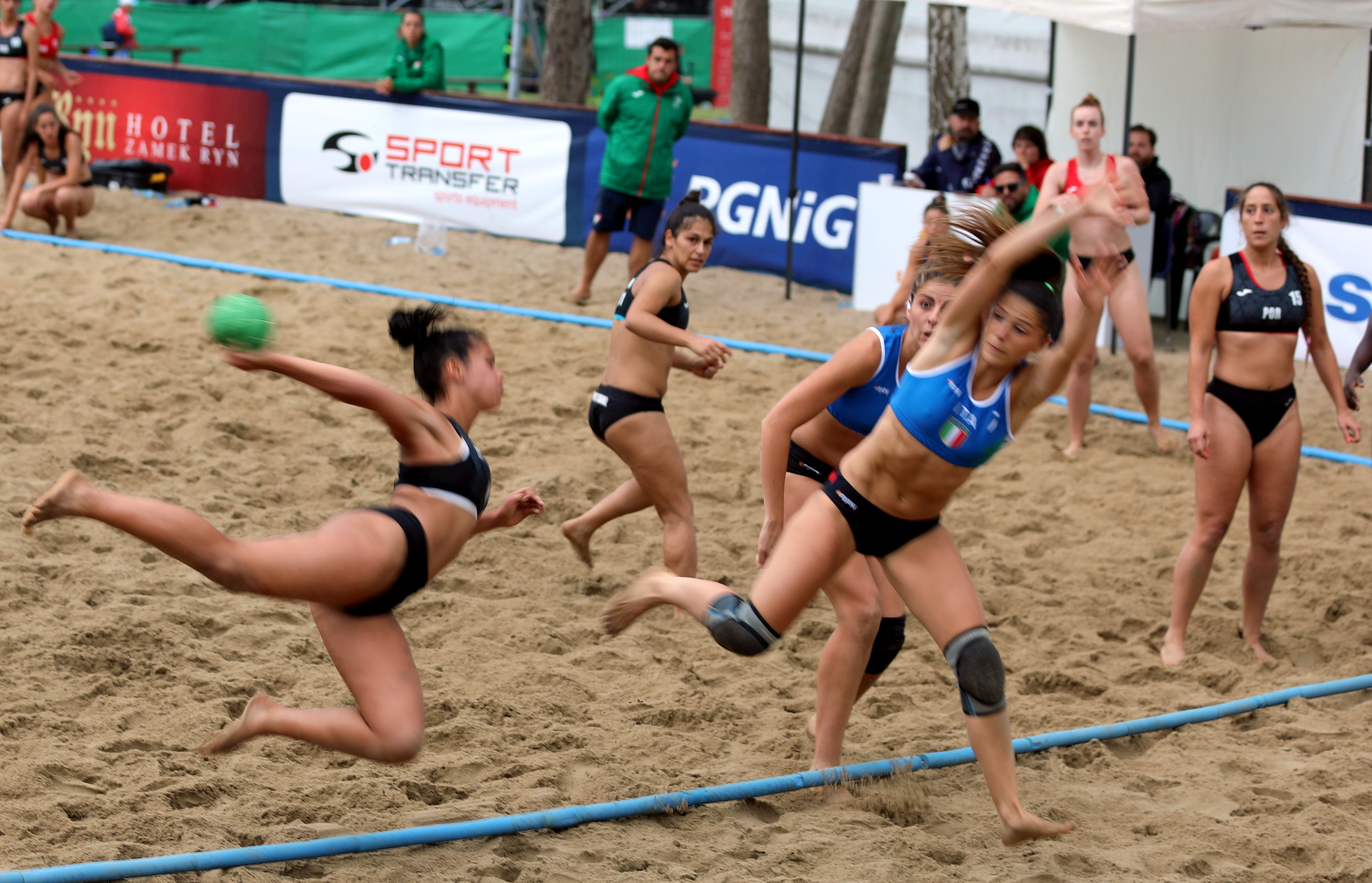
Cristiana Morgado beim Torwurf im Platzierungsspiel der EM 2019 gegen Ilaria Dalla Costa (#4) und Cristina Lenardon (#7) (Italien), im Hintergrund Helena Soares (#11) und Filipa Ventura (#15)

Anders als viele andere Mittelmeer-Anrainer, etwa die des direkten Nachbarn Spanien, wurde in Portugal erst sehr spät eine Beachhandball-Nationalmannschaft gebildet. Bei den Männern gab es schon einmal ein kurzfristiges Gastspiel auf der internationalen Ebene, als für die zweite Europameisterschaft 2002 in Cádiz im benachbarten Spanien eine Mannschaft aufgestellt wurde, bei den Frauen nahm man erstmals 2019 in Stare Jabłonki an den kontinentalen Titelkämpfen teil. Während man sich als 15. im hinteren Feld platzierte, konnte die Mannschaft schon zwei Jahre später in Warna als Fünfte einen deutlichen Leistungssprung verzeichnen. Einen ersten internationalen Erfolg erreichte die Mannschaft schon 2019, als sie bei den Mittelmeer-Beachgames das Finale erreichte und die Silbermedaille gewann. Zudem gewann die Mannschaft 2019 in Vorbereitung auf die EM den hochkarätig besetzten Canaren-Cup mit einem Finalsieg über Frankreich, 2021 wurde sie Zweite gegen die späteren Europameister aus Deutschland.

## Trainer
| Cheftrainer - 2019: Pedro Pereira - seit 2021: Agustín Collado Rodriguez | Co-Trainer/in - seit 2019: Rui Medeiros |

## Teilnahmen
| World Games - 2001: nicht eingeladen - 2005: nicht eingeladen - 2009: nicht eingeladen - 2013: nicht qualifiziert - 2017: nicht qualifiziert - 2022: nicht qualifiziert World Beach Games - 2019: nicht qualifiziert - 2023: nicht qualifiziert Mediterranean Beach Games - 2015: keine Teilnahme - 2019: 2. | Weltmeisterschaften - 2004: nicht qualifiziert - 2006: nicht qualifiziert - 2008: nicht qualifiziert - 2010: nicht qualifiziert - 2012: nicht qualifiziert - 2014: nicht qualifiziert - 2016: nicht qualifiziert - 2018: nicht qualifiziert - 2020: ausgefallen - 2022: 8. | Europameisterschaften - 2000: keine Teilnahme - 2002: keine Teilnahme - 2004: keine Teilnahme - 2006: keine Teilnahme - 2007: keine Teilnahme - 2009: keine Teilnahme - 2011: keine Teilnahme - 2013: keine Teilnahme - 2015: keine Teilnahme - 2017: keine Teilnahme - 2019: 15. - 2021: 5. | Canaren-Cup - 2019: 1. - 2021: 2. |

- CC 2019: Mariana Agostinho (TW) • Andreia Patrícia Ribeiro Costa (TW) • Daniela Filipa Seixas Mendes • Cristiana Soares Morgado • Catarina Oliveira • Sara Pinho • Patrícia Santos Resende • Maria Santos • Ana Carolina Policarpo Silva • Filipa Marques Ventura

- EM 2019: Andreia Patrícia Ribeiro Costa (TW) • Daniela Filipa Seixas Mendes • Cristiana Soares Morgado • Catarina Oliveira • Sara Pinho • Patrícia Santos Resende • Rosa Sofia Carmo Casal Ribeiro (TW) • Maria Santos • Helena Joana Sousa Soares • Filipa Marques Ventura

- MBG 2019: Mariana Agostinho (TW) • Rita Alves • Carolina Gomes • Daniela Filipa Seixas Mendes • Catarina Oliveira • Sara Pinho • Patrícia Santos Resende • Rosa Sofia Carmo Casal Ribeiro (TW) • Maria Santos • Filipa Marques Ventura

- CC 2021: Maria Antunes (TW) • Rita Alves • Leonor Gonçalves • Helena Sofia Fernandes Loureiro Côrro • Luísa Maria Coimbra Cortês • Andreia Patrícia Ribeiro Costa (TW) • Ana Rita Henriques • Carolina Loureiro • Daniela Filipa Seixas Mendes • Cristiana Soares Morgado • Catarina Oliveira • Margarida Sá Pessoa Oliveira • Patrícia Santos Resende • Ana Carolina Policarpo Silva • Luana Codinha Periquito • Maria Santos

- EM 2021: Leonor Gonçalves • Helena Sofia Fernandes Loureiro Côrro • Luísa Maria Coimbra Cortês (TW) • Andreia Patrícia Ribeiro Costa (TW) • Carolina Loureiro • Daniela Filipa Seixas Mendes • Cristiana Soares Morgado • Catarina Oliveira • Margarida Sá Pessoa Oliveira • Luana Codinha Periquito • Maria Santos • Ana Carolina Policarpo Silva[4]

- WM 2022: Leonor Gonçalves • Sofia Gonçalves • Helena Sofia Fernandes Loureiro Côrro • Daniela Filipa Seixas Mendes • Cristiana Soares Morgado • Catarina Oliveira • Sofia Rego (TW) • Mariana Rocha • Maria Santos • Ana Maria Ursu (TW)[5]